# Hockey sur gazon aux Jeux olympiques d'été de 1992
Navigation
Séoul 1988 Atlanta 1996
Résultats du tournoi Olympique de Hockey sur gazon lors des Jeux olympiques d'été de 1992 à Barcelone.

## Podium masculin
| Or     | Allemagne Michael Knauth, Christopher Reitz, Carsten Fischer, Jan-Peter Tewes, Volker Fried, Klaus Michler, Andreas Keller, Michael Metz, Christian Blunck, Sven Meinhardt, Michael Hilgers, Andreas Becker, Stefan Saliger, Stefan Tewes, Christian Mayerhöfer, Oliver Kurtz.                         |
| Argent | Australie John Bestall, Warren Birmingham, Lee Bodimeade, Ashley Carey, Gregory Corbitt, Stephen Davies, Damon Diletti, Lachlan Dreher, Lachlan Elmer, Dean Evans, Paul Lewis, Graham Reid, Jay Stacy, Michael York, David Wansbrough, Ken Wark.                                                       |
| Bronze | Pakistan Tahir Zaman, Rana Mujahid Ali, Anjum Saeed, Muhammad Shahbaz, Muhammad Khalid, Farhad Hassan Khan, Shahid Ali Khan, Musaddiq Hussain, Muhammad Qamar Ibrahim, Khawaja Muhammad Junaid, Muhammad Asif Bajwa, Khalid Bashir, Wasim Feroze, Mansoor Ahmed, Shahbaz Ahmad, Muhammad Akhlaq Ahmad. |

## Podium féminin
| Or     | Espagne Anna Maiques, Celia Correa, Elisabeth Maragall, María Ángeles Rodríguez, María Carmen Barea, Marívi González, Maider Tellería, María Isabel Martínez, Mercedes Coghen, Nagore Gabellanes, Natalia Dorado, Nuria Olivé, Silvia Manrique, Sonia Barrio, Teresa Motos, Virginia Ramírez. |
| Argent | Allemagne Britta Becker, Tanja Dickenscheid, Nadine Ernsting-Krienke, Christine Ferneck, Eva Hagenbäumer, Franziska Hetschel, Caren Jungjohann, Katrin Kauschke, Irina Kuhnt, Heike Lätzsch, Susanne Müller, Tina Peters, Simone Thomaschinski, Bianca Weiß, Anke Wild, Susie Wollschläger    |
| Bronze | Royaume-Uni Joanne Thompson, Helen Morgan, Lisa Bayliss, Karen Brown, Mary Nevill, Jill Atkins, Vickey Dixon, Wendy Fraser, Sandy Lister, Jane Sixsmith, Alison Ramsay, Jackie McWilliams, Tammy Miller, Mandy Nicholson, Kathryn Johnson, Susan Fraser.                                      |